# Municipio de Calpan
El municipio de Calpan (del nahuatl: calli, pan ‘casa, sobre’‘Caserío’) es uno de los 217 municipios del estado mexicano de Puebla. Su cabecera es la localidad de Calpan. Se ubica al occidente de la entidad, dentro de la región Angelópolis. Su cabecera es la localidad de San Andrés Calpan. En este municipio se encuentra el Exconvento de Calpan, construido en el siglo XVI y considerado Patrimonio de la Humanidad por la UNESCO.

## Historia
Cronología de hechos históricos
- 1519-1522 Ruta de la Conquista.
- 1522  Sometida a los españoles.
- 1524 Primera encomienda de Hernán Cortés.[6]

Antes de la conquista Española, Calpan fue una pequeña entidad independiente de origen olmeca-xicalanca, muy ligada al reino de Huejotzingo. Durante la conquista el pueblo calpeño se alió al partido de los Tlaxcaltecas. El 16 de agosto de 1519, Hernán Cortés abandonó las costas de lo que actualmente hoy es Veracruz y emprendió marcha hacia el interior, rumbo al corazón del Imperio Mexica, con un ejército de 13 000 guerreros Totonacas, 400 soldados españoles con armas de fuego y 15 caballos. Después de los acontecimientos en Tlaxcala y Cholula, en su ruta hacia Tenochtitlán, Cortés paso por Calpan y siguió hacia su destino, pasando también por lo que actualmente hoy es el municipio de San Nicolás de los Ranchos. Prueba de ello, es el Convento Franciscano de Calpan que data del siglo XVl (1548). 

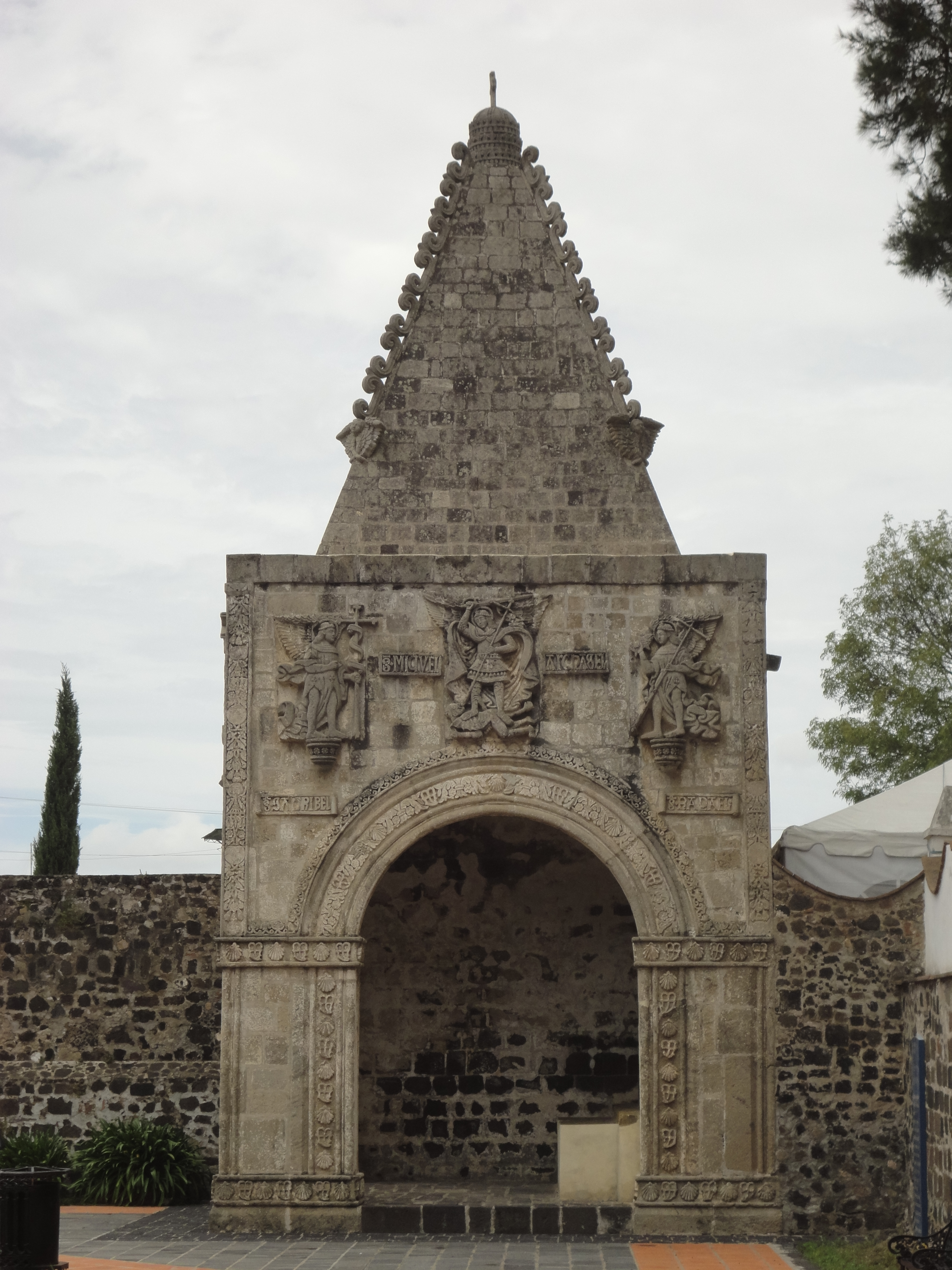
Estilo único de cada capilla posa

## Geografía
El municipio abarca 66.85 km², representando el 0.2% de la superficie del estado de Puebla. Colinda al norte con Huejotzingo y Domingo Arenas, al sur con Nealtican, al este con San Pedro Cholula y San Jerónimo Tecuanipan y al oeste con San Nicolás de los Ranchos.
Orográficamente, el territorio occidental de Calpan forma parte de la Sierra Nevada, la cual a su vez conforma el Eje Volcánico Transversal; en la parte oriental forma parte del Valle de Puebla. El municipio tiene una altura con respecto al nivel del mar que oscila entre los 2840 y 2240. Una prominencia del municipio es el cerro Tecajete, que se encuentra en el límite con San Pedro Cholula.
En cuanto a su hidrografía, Calpan pertenece a la cuenca alta del Río Atoyac. También existen muchos arroyos intermitentes y permanentes, generados a partir de los deshielos de las partes altas del volcán Iztaccíhuatl; los más importantes son los ríos Alseseca, Acteopan, Actipitzi y Atlanepantla, tributarios del Atoyac.
Respecto a sus recursos naturales, en algunas zonas del municipio existen bosques de pino y encino, sobre todo en las faldas interiores de la Sierra Nevada, así como algunos remanentes en las profundas barrancas. El resto del suelo es usado para cultivos de temporal.

### Clima
| Parámetros climáticos promedio de Calpan                      | Parámetros climáticos promedio de Calpan | Parámetros climáticos promedio de Calpan | Parámetros climáticos promedio de Calpan | Parámetros climáticos promedio de Calpan | Parámetros climáticos promedio de Calpan | Parámetros climáticos promedio de Calpan | Parámetros climáticos promedio de Calpan | Parámetros climáticos promedio de Calpan | Parámetros climáticos promedio de Calpan | Parámetros climáticos promedio de Calpan | Parámetros climáticos promedio de Calpan | Parámetros climáticos promedio de Calpan | Parámetros climáticos promedio de Calpan |
| Mes                                                           | Ene.                                     | Feb.                                     | Mar.                                     | Abr.                                     | May.                                     | Jun.                                     | Jul.                                     | Ago.                                     | Sep.                                     | Oct.                                     | Nov.                                     | Dic.                                     | Anual                                    |
| ------------------------------------------------------------- | ---------------------------------------- | ---------------------------------------- | ---------------------------------------- | ---------------------------------------- | ---------------------------------------- | ---------------------------------------- | ---------------------------------------- | ---------------------------------------- | ---------------------------------------- | ---------------------------------------- | ---------------------------------------- | ---------------------------------------- | ---------------------------------------- |
| Temp. máx. abs. (°C)                                          | 21.8                                     | 24.3                                     | 26.4                                     | 27.4                                     | 29.5                                     | 26.6                                     | 24.5                                     | 25.4                                     | 23.5                                     | 24.4                                     | 23.6                                     | 23.1                                     | 29.5                                     |
| Temp. máx. media (°C)                                         | 19.9                                     | 21.4                                     | 23.1                                     | 24.6                                     | 24.7                                     | 23.0                                     | 21.8                                     | 22.0                                     | 21.4                                     | 21.7                                     | 21.4                                     | 20.6                                     | 22.1                                     |
| Temp. media (°C)                                              | 11.6                                     | 12.8                                     | 14.5                                     | 16.1                                     | 16.8                                     | 16.5                                     | 15.6                                     | 15.6                                     | 15.3                                     | 14.6                                     | 13.2                                     | 12.2                                     | 14.6                                     |
| Temp. mín. media (°C)                                         | 3.4                                      | 4.2                                      | 5.8                                      | 7.6                                      | 9.0                                      | 10.0                                     | 9.3                                      | 9.2                                      | 9.1                                      | 7.4                                      | 5.0                                      | 3.8                                      | 7.0                                      |
| Temp. mín. abs. (°C)                                          | 2.1                                      | 1.6                                      | 3.8                                      | 5.3                                      | 7.2                                      | 8.1                                      | 7.9                                      | 7.1                                      | 7.0                                      | 6.1                                      | 3.4                                      | 2.2                                      | 1.6                                      |
| Precipitación total (mm)                                      | 8.8                                      | 12.3                                     | 9.3                                      | 26.6                                     | 54.9                                     | 151.5                                    | 160.9                                    | 167.9                                    | 160.0                                    | 61.0                                     | 13.3                                     | 5.0                                      | 831.5                                    |
| Días de precipitaciones (≥ )                                  | 1.2                                      | 1.7                                      | 1.5                                      | 4.5                                      | 9.3                                      | 15.6                                     | 17.0                                     | 17.9                                     | 16.3                                     | 7.0                                      | 2.2                                      | 0.6                                      | 94.8                                     |
| Fuente: Servicio Meteorológico Nacional 22 de octubre de 2017 |                                          |                                          |                                          |                                          |                                          |                                          |                                          |                                          |                                          |                                          |                                          |                                          |                                          |

## Población
De acuerdo con el Censo de Población y Vivienda 2010 realizada por el INEGI, el municipio tiene una población de 13,730 habitantes de los cuales 6,464 son hombres y 7,266 mujeres. Del total de población, 2260 personas dominan alguna lengua indígena, siendo el náhuatl el más usado.

### Localidades
El municipio posee 12 localidades, de las cuales la más poblada es la cabecera municipal, San Andrés Calpan, con 52% de los habitantes del municipio.
| Clave INEGI | Localidad                   | Población (2010) |
| 210260001   | San Andrés Calpan           | 7161             |
| 210260002   | San Lucas Atzala            | 2483             |
| 210260003   | San Mateo Ozolco            | 2713             |
| 210260004   | Pueblo Nuevo                | 558              |
| 210260006   | Cháhuac (Colintla)          | 52               |
| 210260007   | Dolores                     | 77               |
| 210260009   | San Bartolo                 | 49               |
| 210260010   | Tepectipa                   | 322              |
| 210260011   | El palmar (La Ocotera Seca) | 266              |
| 210260013   | San Lorenzo                 | 19               |
| 210260017   | Tlapacoya                   | 19               |
| 210260018   | Las Ánimas                  | 9                |

## Cultura

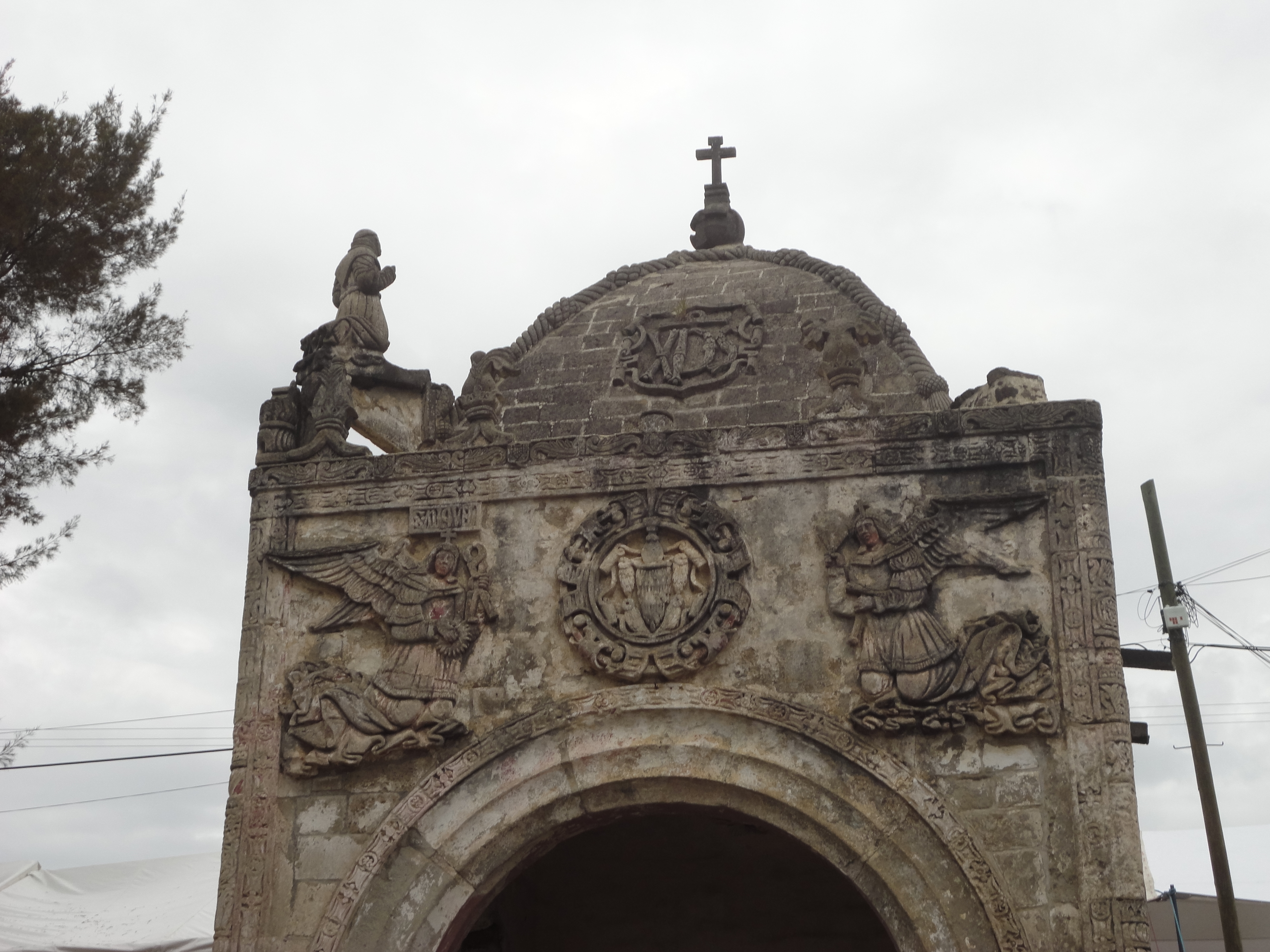
Otro estilo arquitectónico en otra de las capillas posa

El principal monumento histórico del Municipio es el ex Convento de San Andrés o Convento Franciscano de Calpan, construido en el siglo XVI y que se encuentra en la cabecera Municipal, así como sus capillas posas. En el interior se encuentran obras de arte, principalmente esculturas religiosas y relieves en piedra. Los fines de semana hay visitas guiadas por las "Capillas Posas".
La fiesta popular patronal es el 30 de noviembre, fiesta de San Andrés Apóstol. Se realiza un novenario, previo a la Feria, con actividades culturales y artísticas, una de ellas es el día 29 que es cuando se realiza una procesión a lo largo de las principales calles del pueblo donde se colocan distintas alfombras de aserrín con diversas figuras además de que algunas personas realizan colectas para poner baile, rondalla, mariachi o algún otro tipo de música por donde pasa la procesión. También se quema un pequeño castillo ( pirotécnico) durante el recorrido y otro aún más grande el 30 de noviembre en la parroquia de la comunidad.otras actividades culturales se realizan con la participación de estudiantes, artistas locales e invitados nacionales e internacionales.

### Actividades recreativas
Caminatas a la Barranca de Acteopan y sus Manantiales, Campamentos, Cabalgatas, Visitas guiadas al Ex-convento Franciscano.
El poblado cuenta con Hotel, restaurantes, comida típica regional y local, como lo son el famoso "Socorrido", el "Chipotle quemado", el "Nopal Mole", "Chiles en nogada", "Mole Poblano" y los "Guisos con Tejocote", entre otros.

## Hermanamientos
- San Andres Cholula (Puebla), México (2019)[13][14]
- Chilpancingo, México (2022)[15]